# 1943 في تركيا
فيما يلي قوائم الأحداث التي وقعت خلال عام 1943 في تركيا.

## سياسة

### انتهاء فترة المنصب
- 15 ديسمبر – أبو بكر حازم بك عضو في البرلمان التركي.
- 15 ديسمبر – سليمان نجمي سلمان عضو في البرلمان التركي.

## مواليد

### يناير
- 1 يناير – شريف سيزر ممثلة تركية.[1]
- 1 يناير – محمد نوري يلماز عالم مسلم تركي ورئيسٌ سابق لمنظمة الشؤون الدينية التركية.
- 1 يناير – نورهان كاراداغ
- 2 يناير – باريش مانتشو مغني تركي.[2]
- 2 يناير – جانيت اكيوز ماتيي عالمة فلك تركية.[3]

### مارس
- 20 مارس – محمد أيطن سياسي تركي.

### أبريل
- 15 أبريل – بينار كور كاتبة تركية.

### يونيو
- 2 يونيو – كيفورك مالاكيان
- 12 يونيو – سينور سيزار كاتبة تركية.
- 25 يونيو – فوسون إيربولاك ممثلة تركية.[4]

### أغسطس
- 25 أغسطس – سفينتش تشوكوم[5]

### نوفمبر
- 5 نوفمبر – عثمان شيرين قاضي تركي.

### ديسمبر
- 21 ديسمبر – إستامي بتيل ممثل تركي.

## وفيات

### يناير
- 1 يناير – زابيل يسايان (مواليد 1878) كاتبة أرمينية.[6]

### أبريل
- 21 أبريل – أحمد صدري خطوزة (مواليد 1883) سياسي عثماني ثم تركي.
- 25 أبريل – ويليام مارشال (مواليد 1885) مصوّر سينمائي من الولايات المتحدة الأمريكية.

### مايو
- 14 مايو – سليمان نجمي سلمان (مواليد 1871) سياسي عثماني ثم تركي.